# Biospeologica Sovietica
Biospeologica Sovietica (рус. Советская биоспелеология) — научная серия зоологических публикаций, посвященная исследованиям животных населяющих пещеры и подземные воды.

## История
Серия была основана в 1940 году в Советском Союзе при непосредственном участии Я. А. Бирштейна. Период существования серии 1940—1973 гг. Всего было опубликовано 53 выпуска в различных зоологических периодических издания таких как — «Бюллетень МОИП», «Зоологический журнал», «Вестник Московского университета. Биология» и «International Journal of Speleology».

## Авторы
- Бирштейн, Яков Авадьевич
- Боруцкий, Евгений Владимирович
- Головач, Сергей Ильич
- Джанашвили, Реваз Арчилович
- Залесская, Надежда Трофимовна
- Лапшов, И. И.
- Левушкин, Станислав Иванович
- Лепнева, Софья Григорьевна[1]
- Лопашов, Георгий Викторович
- Малевич, Иосиф Иосифович
- Михайлова-Нейкова, Маргарита
- Плавильщиков, Николай Николаевич
- Рудяков, Юрий Александрович
- Старобогатов, Ярослав Игоревич
- Харитонов, Дмитрий Евстратьевич
- Цветков, Борис Николаевич
- Чибисова, Ольга Ильинична
- Шорников, Евгений Иванович

## Описанные таксоны
Harpacticoida
- Bryocamptus reductus Borutzky, 1948
- Elaphoidella birsteini Borutzky, 1948
- Moraria cornuta Borutzky, 1948
- Moraria operculata Borutzky, 1948
- Parastenocaris tenuis Borutzky, 1948

Ostracoda
- Candona ljovuschkini Rudjakov, 1963
- Candona (Trapezicandona) taurica Schornikov, 1969

Amphipoda
- Niphargus dimorphus Birstein, 1961
- Niphargus vadimi Birstein, 1961
- Bogidiella ruffoi Birstein et Ljovuschkin, 1968

Isopoda
- Tauroligidium stygium Borutzky, 1950
- Ligidium (Ligidium) birsteini Borutzky, 1950
- Ligidium (Ligidium) zaitzevi Borutzky, 1950
- Ligidium (Stygoligidium) cavaticum Borutzky, 1950
- Caucasoligidium (Ligidium) cavernicola cavernicola Borutzky, 1950
- Caucasoligidium (Ligidium) cavernicola ajustae Borutzky, 1950
- Caucasoligidium (Ligidium) cavernicola amtkelicum Borutzky, 1950
- Caucasoligidium (Ligidium) cavernicola gogoleticum Borutzky, 1950
- Caucasoligidium (Ligidium) cavernicola gumistae Borutzky, 1950

Decapoda
- Troglocaris schmidti jusbaschjani Birstein, 1948
- Troglocaris schmidti planinensis Birstein, 1948

Araneae
- Nesticus birsteini Charitonov, 1947 = Carpathonesticus birsteini (Charitonov, 1947)

Mollusca
- Oxychilus birsteini Tzvetkov, 1940